# RIM-7 Sea Sparrow

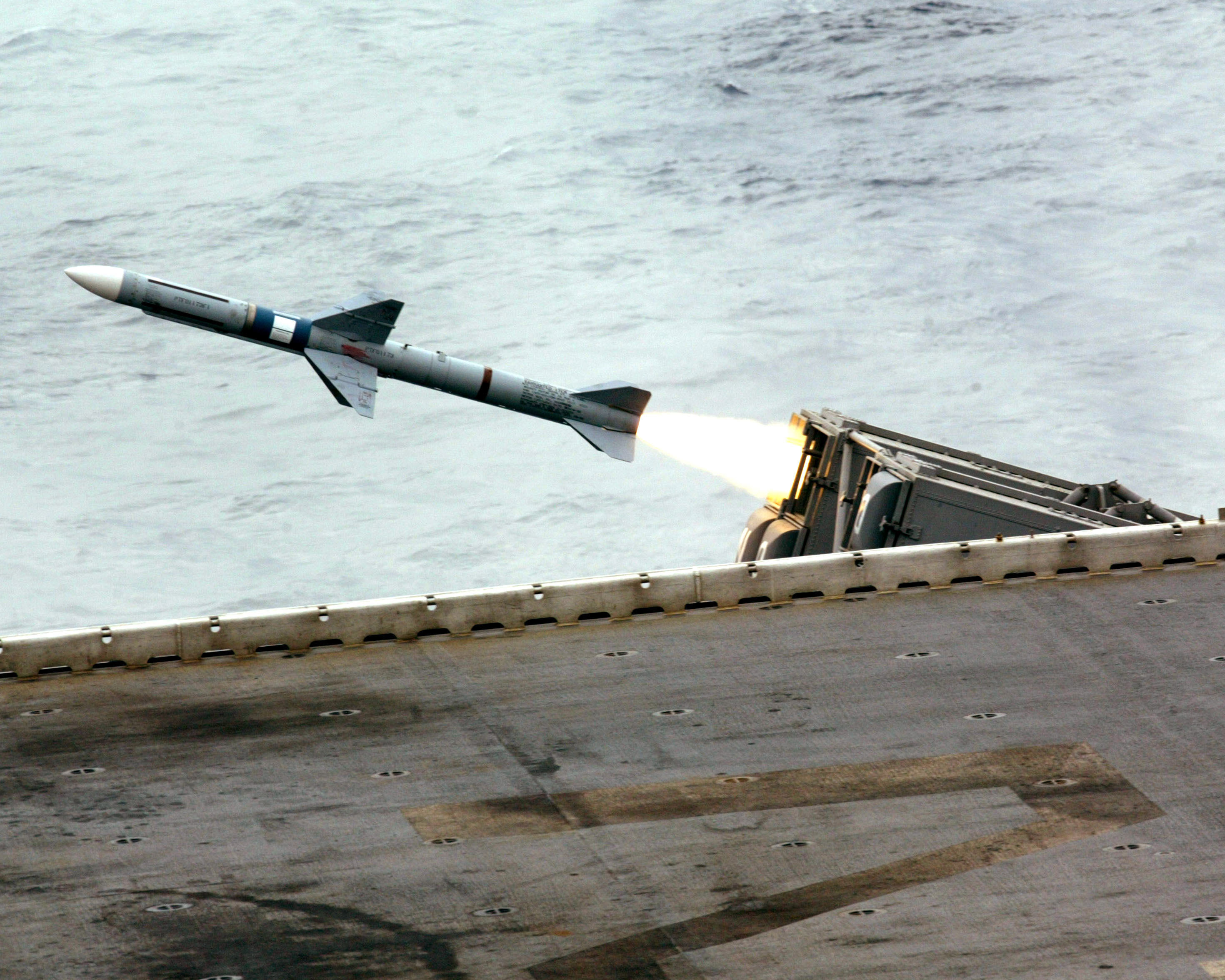
Odpalenie pocisku RIM-7 Sea Sparrow z pokładu okrętu desantowego USS "Essex" (LHD-2).

RIM-7 Sea Sparrow – pocisk rakietowy klasy woda-powietrze służący do zwalczania wrogich rakiet oraz samolotów. Rakiety typu Sea Sparrow posiadają 4 lotki sterujące w połowie kadłuba oraz 4 lotki ogonowe umieszczone z tyłu, tuż w pobliżu dyszy silnika rakietowego. RIM-7 mogą działać w każdych warunkach pogodowych. Rakiety Sea Sparrow zostały wprowadzone do użytku w 1976. System ten jest aktualnie zastępowany systemem najnowszej generacji Evolved Sea Sparrow

## Służba
W 2023 roku USA przekazały partię pocisków Sea Sparrow Ukrainie, gdzie do listopada tego roku zostały przystosowane do odpalania z samobieżnych wyrzutni lądowych systemu Buk-M1. Zostały użyte przy odpieraniu rosyjskiej inwazji, zestrzeliwując pierwszy cel (bezzałogowiec Shahed) z odległości 9 km, 17 stycznia 2024 roku.

## Podstawowe dane taktyczno-techniczne
- Klasa: pocisk woda-powietrze,
- Producent: General Dynamics
- Silnik: Hercules MK-58,
- Prędkość: 4256 km/h
- Zasięg: 55 km
- Długość: 3,64 m
- Naprowadzanie: półaktywne radarowe